# Далия
Далия (Dahlia), или гергина, е род сложноцветни растения, цъфтящи през лятото и есента.
Произхожда от Мексико, където е национален символ. Далия е и наименование за много от видовете от рода. Достига средно до 50 см, цъфтежът е от май до октомври. Най-добре вирее на места с непряка слънчева светлина.
Легендата разказва, че испанският завоевател Ернандо Кортес е първият
европеец, който през 1520 г. за първи път има възможност да се наслаждава
на чудните цветове. Приблизително 270 г. по-късно тези разкошни цветя са
пренесени от ботаническата градина на Мадрид по целия свят.
```
Наречени са на името на шведския ботаник Андреас Даал.
```

Една от многото градини и оранжерии за отглеждане на далии е градината в
Хамбург, която разполага с 10 хил.кв.м от най-голямото насаждение на
този сорт цветя в Северна Германия и е открита преди 82 години.
Тогавашният директор Фердинанд Тутенберг засажда първото цвете като част
от голям парк, който замисля да създаде в центъра на града.
Оттогава изобилието от цветя се обогатява непрекъснато.
Днес те наброяват 12 хиляди от 261 различни сортове.
Няколко вида гергини, са:
- помпон,
- кактус,
- сферична далия,
- обикновена,
- декоративна,
- анемония,
- водна лилия и
- полукактус

## Отглеждане
- Място на засаждане: светло и слънчево.
- Време на засаждане: април до началото на май.

Ако луковиците са станали много големи по време на презимуването, разделете ги. Колкото по-малки са те, толкова по-добре цъфтят.
- Почва:глинесто-хумусна градинска почва, добре отводнена.
- Торене: още при появата на първите стръкчета (6седмици след саденето), и след това всяка седмица.
- Период на цъфтене: от август до октомври.
- Грижи: Нужна е много вода.

Стъблото се завързва на височина 20 см – така растението няма да се прегъне под тежестта на цвета. При по-нататъшното порастване отново завързвате и при прецъфтяване махате цвета.
- Презимуване: След първия сняг луковиците се изваждат от земята, растението се изравя, като се отстраняват около 10 см от него.

Съхранява се в помещение с температура 5 – 6 градуса върху стърготини или сух торф. Далиите, които се разсаждат от семена, не са годни за презимуване.

## Съвети
Как да накараме далията да цъфне по-рано? Ако трябва миналогодишните грудки, запазени през зимата, да цъфнат по-рано през лятото, те се засаждат в големи саксии през март и се поставят в светло помещение, където се събуждат. През май, когато е преминала опасността от слани, се засаждат навън, където ще цъфтят. Така цъфтежът започва най-малко един месец по-рано, отколкото при растенията, чиито грудки са засадени направо на мястото.
Махайте всеки път увехналите цветове.
Достигне ли цветето 30 см височина, отрежете високо стръковете, за да се получат странични разклонения. След това откъснете пъпките, така цветовете ще станат огромни.
В саксия или в градина подкрепяйте с пръчка или връзвайте стъблата, тъй като цветовете на далите са много тежки и се кършат много лесно.
Важно е да се знае, че отрязаните далии не трябва да останат сухи дълго време. Сложете ги във вода колкото е възможно по-скоро и прибавете няколко капки от домашна белина. Отрежете стъблата с остър нож, но не и с лозарска ножица. Изберете дължината на стъблото в съответствие с размера и тежестта на цвета. Животът на далиите като рязан цвят зависи от вида и сорта им, и е от 6 до 14 дни. Ако искате сами да си отрежете далии от градината, имайте предвид, че най-подходящото време е рано сутрин. Ако се наложи, можете да направите това и вечерта, но не и в средата на деня. Поставете веднага далиите в достатъчно количество вода и добавете храна за отрязан цвят. Това спомага за отварянето на цветовете и за по-дългия им живот.

## Други
На далиите са наречени улиците „Далия“ (Карта) и „Гергина“ (Карта) в квартал „Илиянци“ в София.